# Natação nos Jogos Olímpicos de Verão de 1988 - 200 m peito feminino
A competição dos 200 metros peito feminino da natação nos Jogos Olímpicos de Verão de 1988 foi disputada nos dias 20 e 21 de setembro no  Jamsil Indoor Swimming Pool em Seul, Coreia do Sul.

## Medalhistas
| Ouro   | GDR Silke Hörner       |
| Prata  | CHN Huang Xiaomin      |
| Bronze | BUL Antoaneta Frenkeva |

## Recordes
Antes desta competição, os recordes mundiais e olímpicos da prova eram os seguintes:
| Tipo | Atleta               | Tempo   | Local                   | Data                |
| ---- | -------------------- | ------- | ----------------------- | ------------------- |
|      | Allison Higson (CAN) | 2:27.27 | Montreal, Canadá        | 28 de maio de 1988  |
|      | URS Lina Kačiušytė   | 2:29.54 | Moscow, União Soviética | 23 de julho de 1980 |

Os seguintes recordes mundiais ou olímpicos foram estabelecidos durante esta competição:
| Data           | Evento         | Atleta           | Tempo   | Notas            |
| -------------- | -------------- | ---------------- | ------- | ---------------- |
| 20 de setembro | Eliminatória 6 | GDR Silke Hörner | 2:27.63 | Recorde olímpico |
| 21 de setembro | Final A        | GDR Silke Hörner | 2:26.71 | Recorde mundial  |

## Resultados

### Eliminatórias
Regra: As oito nadadoras mais rápidas avançam à final A (Q), enquanto as oito seguintes, à final B (q).
| Pos. | Raia | Nadador                  | CON                    | Tempo   | Notas |
| ---- | ---- | ------------------------ | ---------------------- | ------- | ----- |
| 1    | 6    | Silke Hörner             | GDR Alemanha Oriental  | 2:27.63 | Q,    |
| 2    | 5    | Yuliya Bogacheva         | URS União Soviética    | 2:28.94 | Q     |
| 3    | 4    | Antoaneta Frenkeva       | BUL Bulgária           | 2:29.57 | Q     |
| 4    | 6    | Allison Higson           | CAN Canadá             | 2:29.67 | Q     |
| 5    | 5    | Tanya Dangalakova        | BUL Bulgária           | 2:29.91 | Q     |
| 6    | 5    | Huang Xiaomin            | CHN China              | 2:30.03 | Q     |
| 7    | 4    | Ingrid Lempereur         | BEL Bélgica            | 2:30.07 | Q     |
| 8    | 4    | Manuela Dalla Valle      | ITA Itália             | 2:30.60 | Q     |
| 9    | 6    | Susanne Börnike          | GDR Alemanha Oriental  | 2:30.71 | q     |
| 10   | 4    | Svetlana Kuzmina         | URS União Soviética    | 2:30.93 | q     |
| 11   | 5    | Linda Moes               | NED Países Baixos      | 2:31.98 | q     |
| 12   | 6    | Tracey McFarlane         | USA Estados Unidos     | 2:32.11 | q     |
| 13   | 4    | Annalisa Nisiro          | ITA Itália             | 2:32.77 | q     |
| 14   | 6    | Brigitte Becue           | BEL Bélgica            | 2:33.13 | q     |
| 15   | 6    | Susan Rapp               | USA Estados Unidos     | 2:34.21 | q     |
| 16   | 5    | Guylaine Cloutier        | CAN Canadá             | 2:34.36 | q     |
| 17   | 4    | Britta Dahm              | FRG Alemanha Ocidental | 2:35.06 |       |
| 18   | 3    | Silvia Parera            | ESP Espanha            | 2:35.57 |       |
| 19   | 6    | Yoshie Nishioka          | JPN Japão              | 2:35.81 |       |
| 20   | 3    | Suki Brownsdon           | GBR Grã-Bretanha       | 2:36.14 |       |
| 21   | 5    | Kornelia Stawicka        | POL Polônia            | 2:36.86 |       |
| 22   | 6    | Virginie Bojaryn         | FRA França             | 2:37.38 |       |
| 23   | 5    | Hiroko Nagasaki          | JPN Japão              | 2:37.44 |       |
| 24   | 1    | Karen Horning            | PER Peru               | 2:37.84 |       |
| 25   | 5    | Pia Sørensen             | DEN Dinamarca          | 2:38.49 |       |
| 26   | 4    | Pascaline Louvrier       | FRA França             | 2:38.75 |       |
| 27   | 3    | Ragnheiður Runólfsdóttir | ISL Islândia           | 2:39.10 |       |
| 28   | 3    | Dorota Chylak            | POL Polônia            | 2:39.38 |       |
| 29   | 2    | Park Sung-won            | KOR Coreia do Sul      | 2:39.40 |       |
| 30   | 3    | Lara Hooiveld            | AUS Austrália          | 2:39.97 |       |
| 31   | 2    | Nancy Kemp-Arendt        | LUX Luxemburgo         | 2:40.78 |       |
| 32   | 3    | Anamarija Petričević     | YUG Iugoslávia         | 2:40.80 |       |
| 33   | 2    | Helen Frank              | GBR Grã-Bretanha       | 2:41.12 |       |
| 34   | 6    | Heike Esser              | FRG Alemanha Ocidental | 2:41.34 |       |
| 35   | 1    | Carwai Seto              | TPE Taipé Chinês       | 2:42.31 |       |
| 36   | 2    | Patricia Brülhart        | SUI Suíça              | 2:42.82 |       |
| 37   | 1    | Montserrat Hidalgo       | CRC Costa Rica         | 2:44.72 |       |
| 38   | 2    | Sigrid Niehaus           | CRC Costa Rica         | 2:45.35 |       |
| 39   | 3    | Alicia María Boscatto    | ARG Argentina          | 2:45.80 |       |
| 40   | 3    | Chen Huiling             | CHN China              | 2:45.87 |       |
| 41   | 2    | Kimberly Chen            | TPE Taipé Chinês       | 2:50.84 |       |
| 42   | 1    | Dipika Chanmugam         | SRI Sri Lanka          | 2:51.60 |       |
| 043  | 2    | Valentina Aracil         | ARG Argentina          | DSQ     |       |

### Finais

#### Final B
| Pos. | Raia | Nadador           | CON                   | Tempo   | Notas |
| ---- | ---- | ----------------- | --------------------- | ------- | ----- |
| 9    | 4    | Susanne Börnike   | GDR Alemanha Oriental | 2:28.55 |       |
| 10   | 5    | Svetlana Kuzmina  | URS União Soviética   | 2:30.03 |       |
| 11   | 3    | Linda Moes        | NED Países Baixos     | 2:30.83 |       |
| 12   | 2    | Annalisa Nisiro   | ITA Itália            | 2:31.19 |       |
| 13   | 1    | Susan Rapp        | USA Estados Unidos    | 2:32.90 |       |
| 14   | 6    | Tracey McFarlane  | USA Estados Unidos    | 2:33.46 |       |
| 15   | 8    | Guylaine Cloutier | CAN Canadá            | 2:33.50 |       |
| 16   | 7    | Brigitte Becue    | BEL Bélgica           | 2:34.10 |       |

#### Final A
| Pos.              | Raia | Nadador             | CON                   | Tempo   | Notas            |
| ----------------- | ---- | ------------------- | --------------------- | ------- | ---------------- |
| Medalha de ouro   | 4    | Silke Hörner        | GDR Alemanha Oriental | 2:26.71 | Recorde mundial  |
| Medalha de prata  | 7    | Huang Xiaomin       | CHN China             | 2:27.49 | Recorde asiático |
| Medalha de bronze | 3    | Antoaneta Frenkeva  | BUL Bulgária          | 2:28.34 |                  |
| 4                 | 2    | Tanya Dangalakova   | BUL Bulgária          | 2:28.43 |                  |
| 5                 | 5    | Yuliya Bogacheva    | URS União Soviética   | 2:28.54 |                  |
| 6                 | 1    | Ingrid Lempereur    | BEL Bélgica           | 2:29.42 | Recorde nacional |
| 7                 | 6    | Allison Higson      | CAN Canadá            | 2:29.60 |                  |
| 8                 | 8    | Manuela Dalla Valle | ITA Itália            | 2:29.86 |                  |